# Lampion

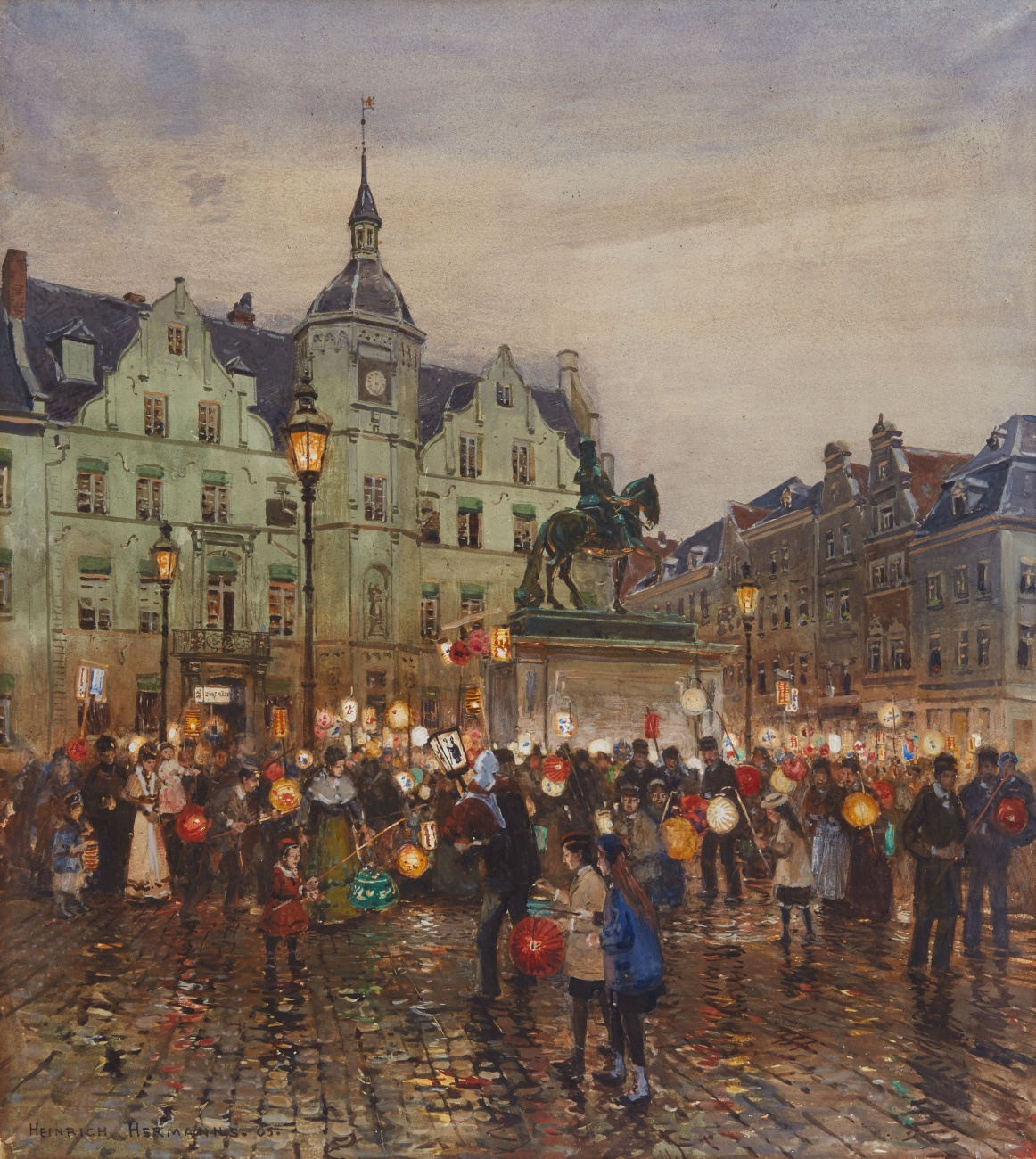
Lampionnen tijdens de viering van Sint Maarten in Düsseldorf, Heinrich Hermans, 1905

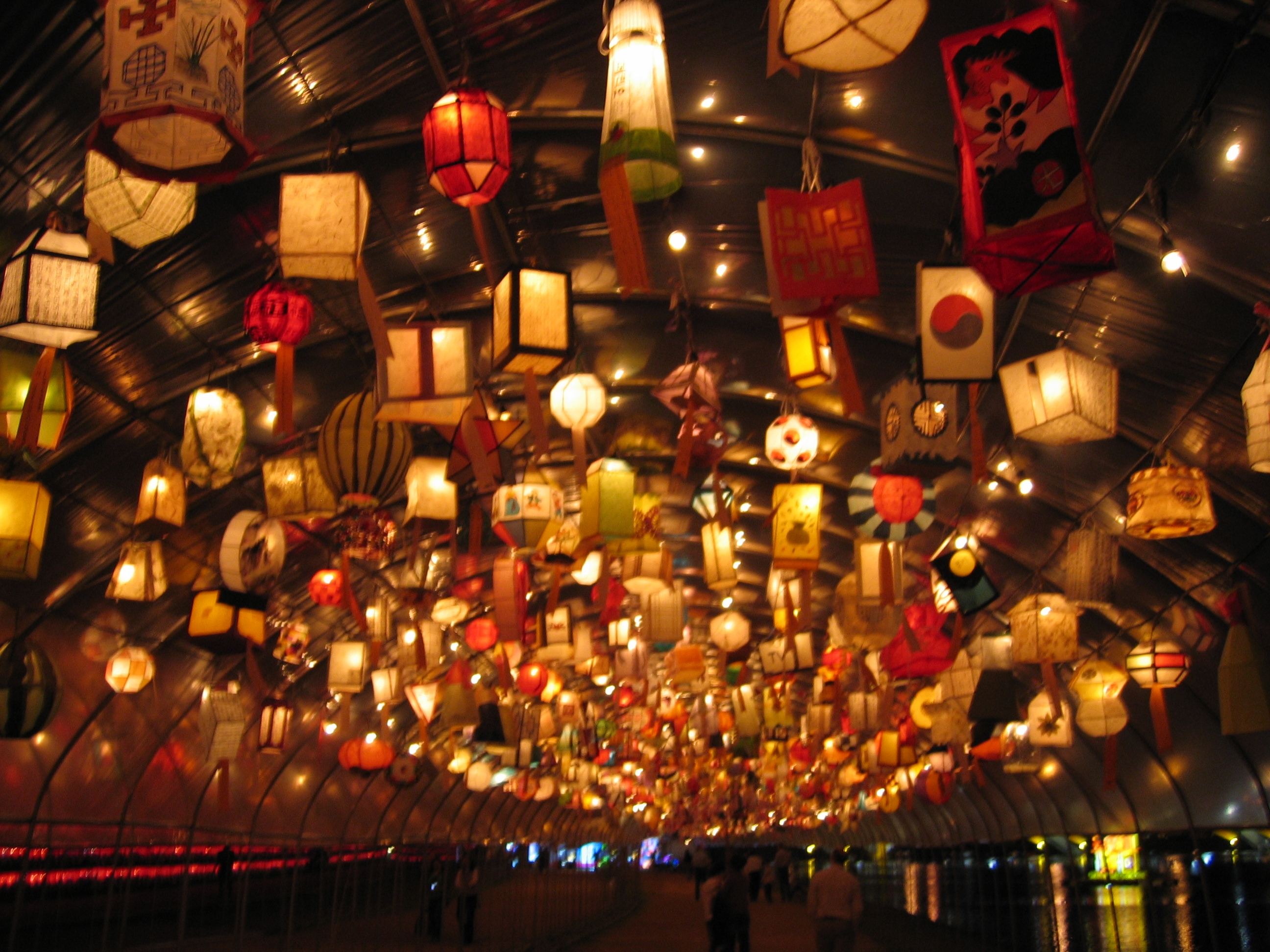
Lampions tijdens een Koreaans festival

Een lampion is doorgaans een gekleurde lamp die als feestversiering dient. Deze kan in een slinger voorkomen of bij bepaalde feesten en processies worden meegedragen.
Kinderen maken soms ook zelf een lampion, hangend aan een stok en brandend met een kaarsje of batterij-lampje, waarmee ze langs de deuren gaan.
Zo bestaat er in sommige streken van Vlaanderen en Nederland de gewoonte om kinderen op school (of elders) een lampion te laten maken. Op 11 november (Sint Maarten) gaan zij al zingend van deur tot deur en vragen zo om snoepgoed of wat kleingeld. In andere streken gebeurt dit op 6 januari (Driekoningen).

Lampions
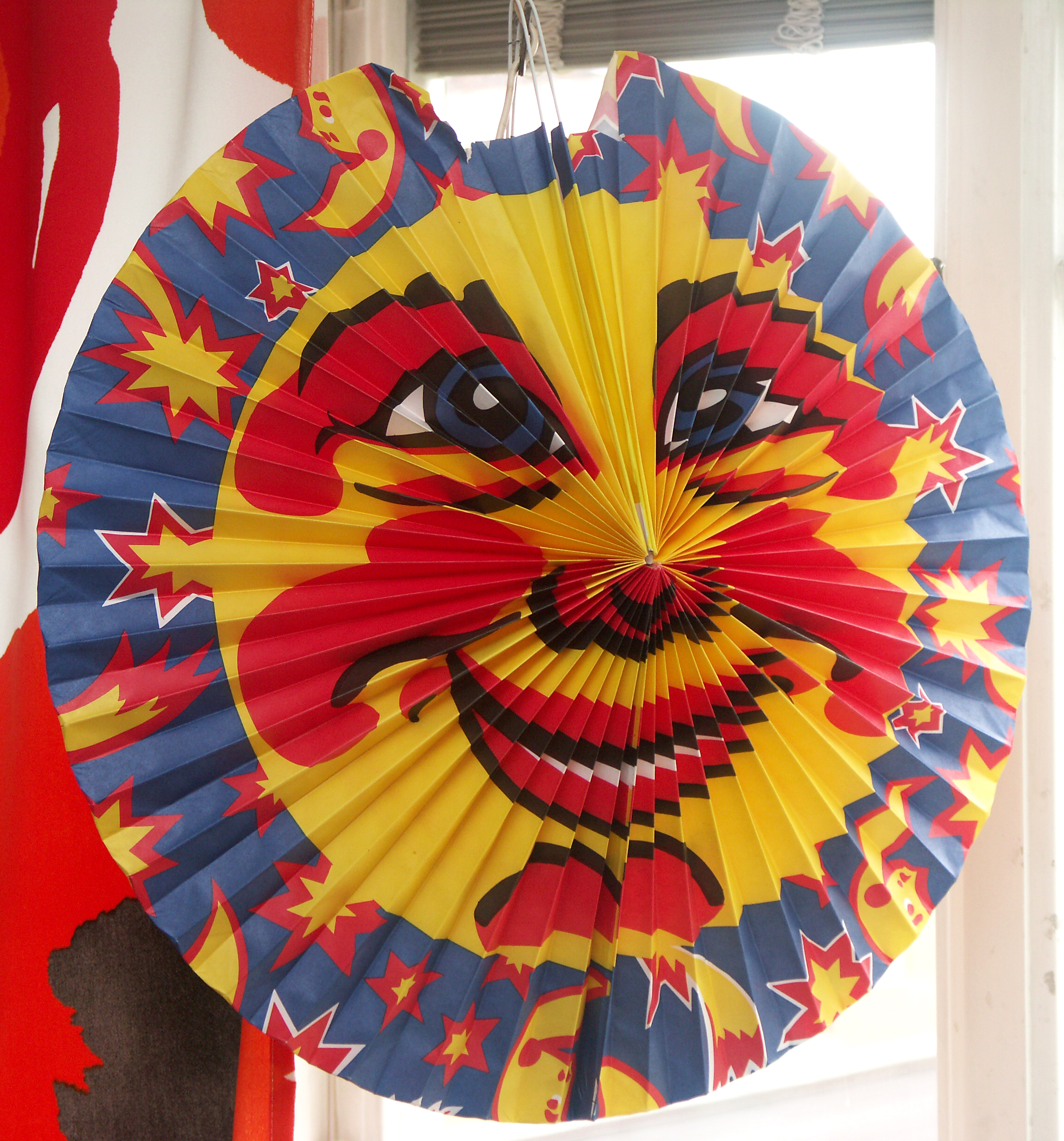
Lampion
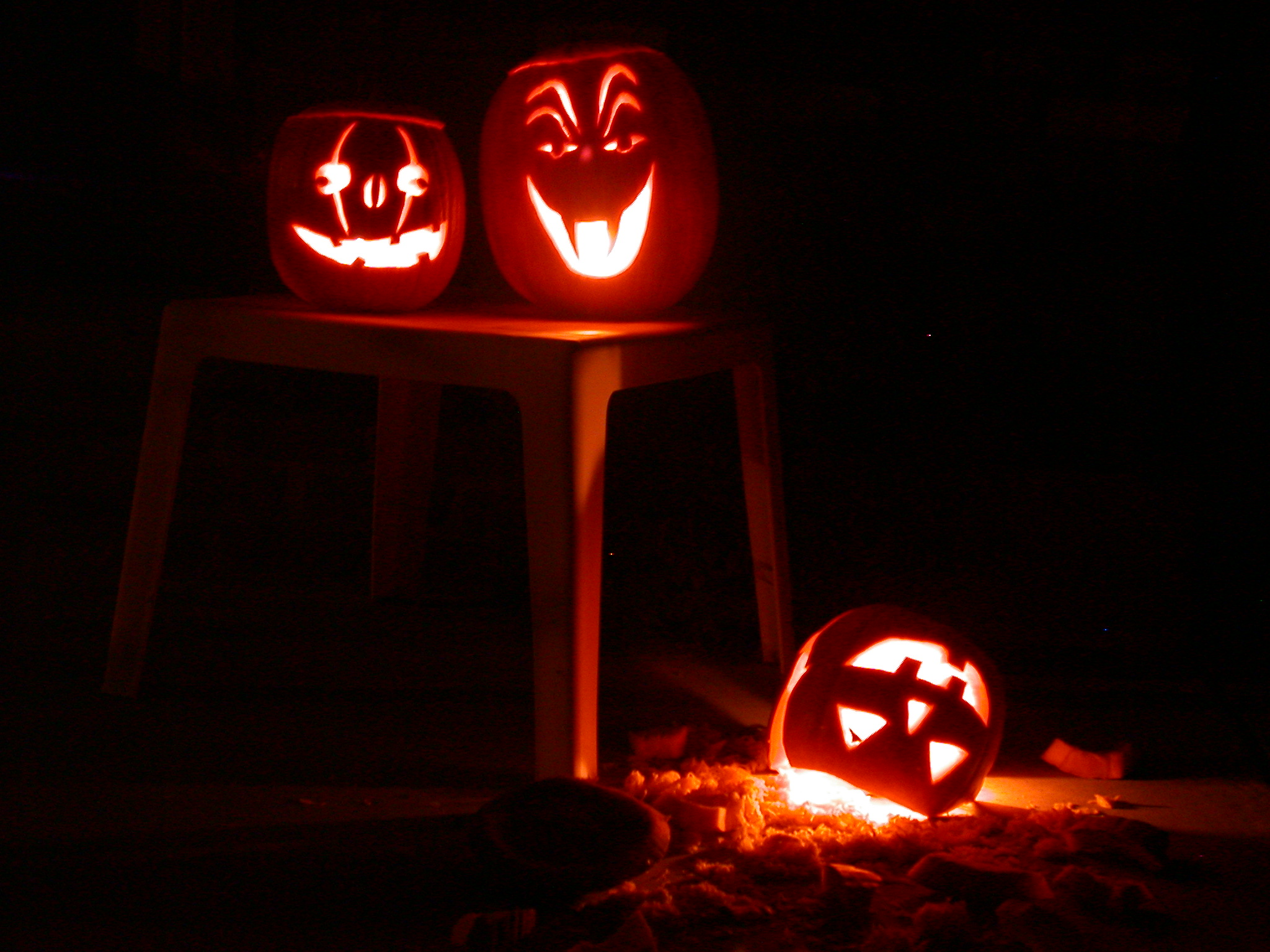
Drie Jack-o'-lanterns tijdens Halloween
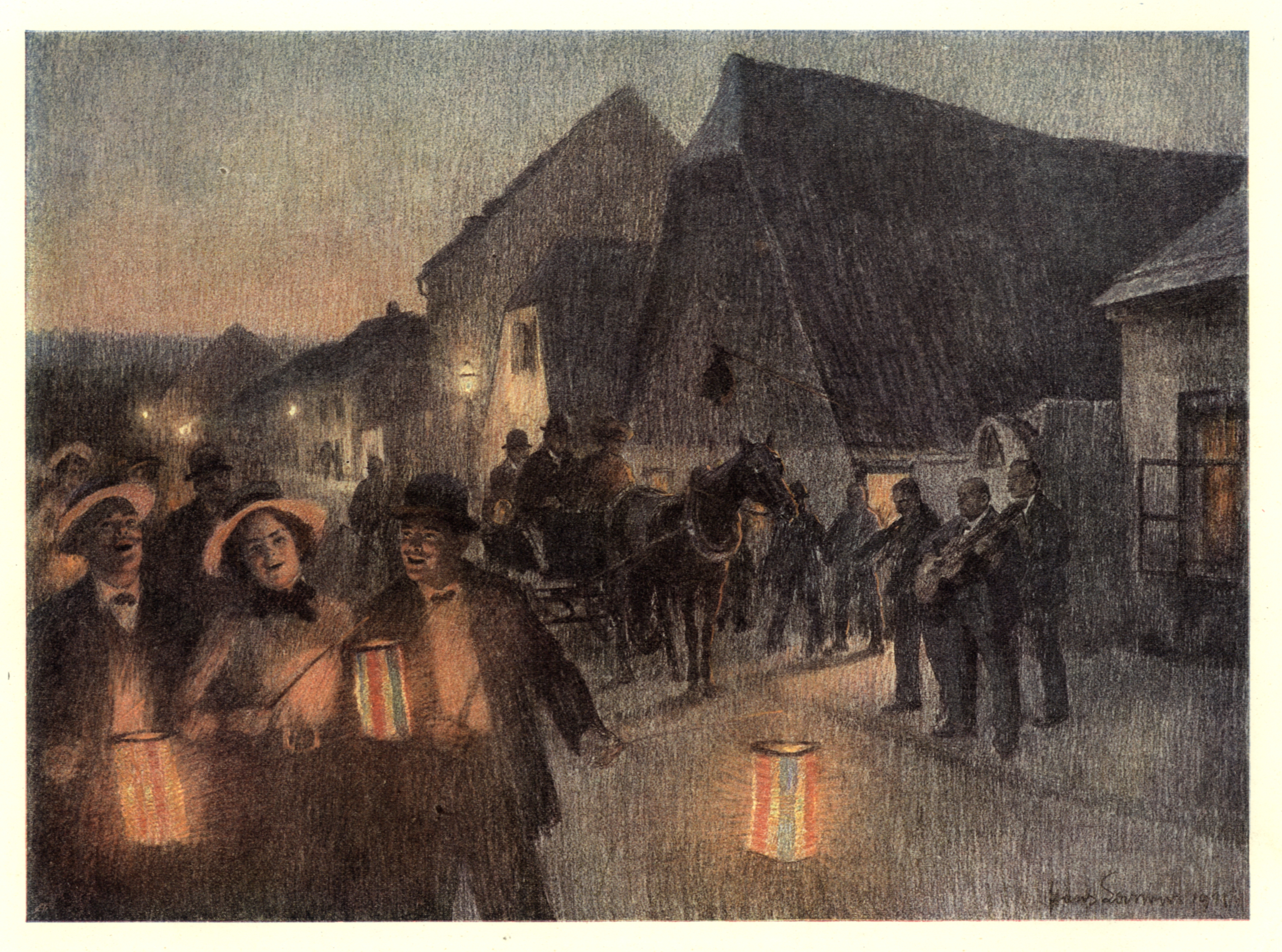
Sonntagabend in Neustift am Walde, Hans Larwin (1873-1938)
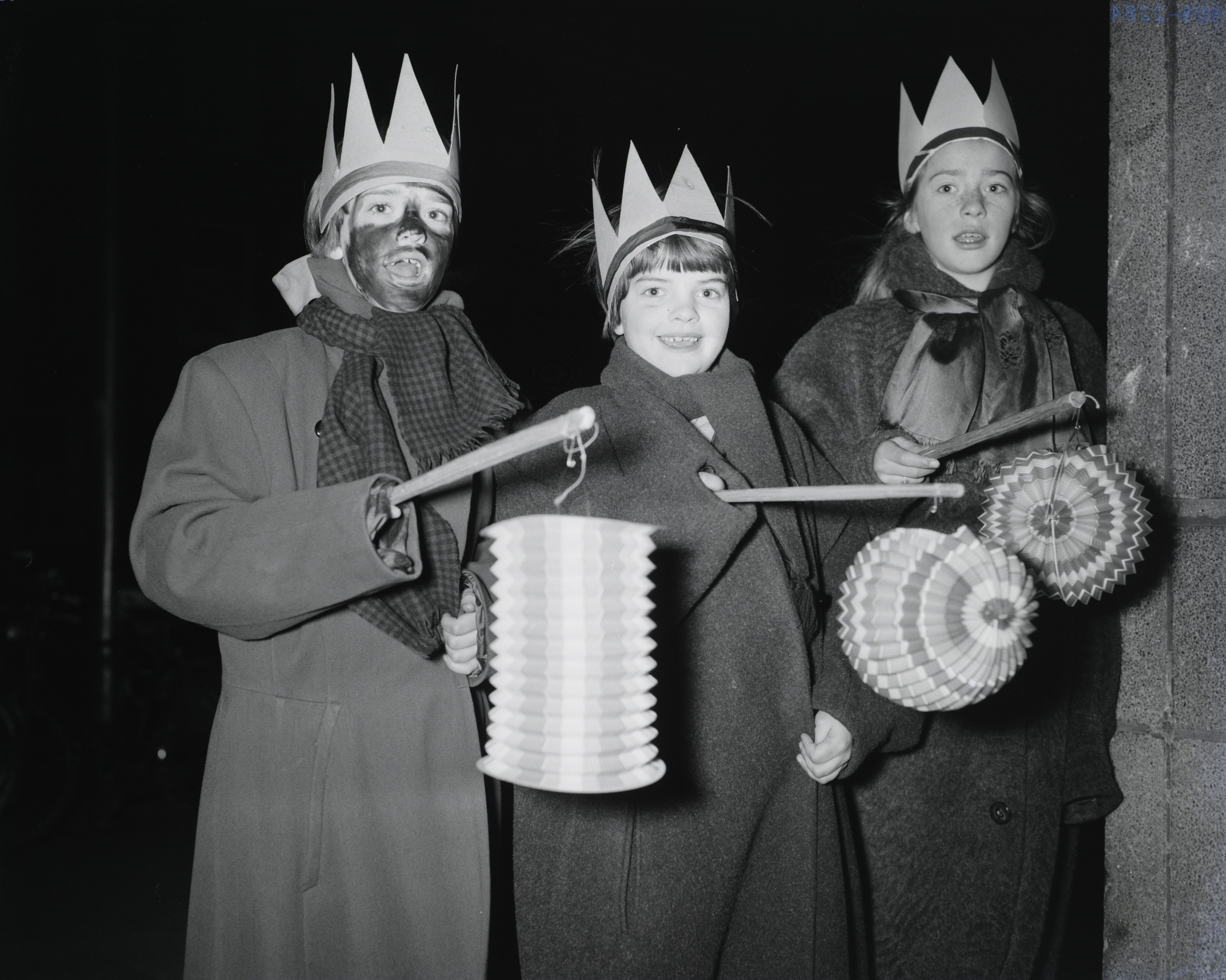
Driekoningen in Amsterdam, 6 januari 1958